# Стрибок тигра

Емблема проєкту «Стрибок тигра»

Стрибо́к ти́гра (ест. Tiigrihüpe) — естонський державний проєкт, в рамках якого великі об'єми інвестицій було спрямовано на розширення комп'ютерно-обчислювальних потужностей та розвиток електронних мереж обміну даними, з особливим акцентом на поліпшення освітньої інфраструктури.

## Історія
Проєкт запропоновано в 1996 Тоомасом Гендріком Ільвесом, тогочасним послом Естонії в США, і майбутнім президентом Естонії, та Яаком Авіксоо, в майбутньому міністром освіти. Офіційно старт проєкту був даний Ленартом Мері, тогочасним президентом Естонської республіки, 21 лютого 1996. Вперше окреме фінансування «Стрибка тигра» було передбачено в державному бюджеті 1997.
Одним з найважливіших перших результатів проєкту стало підключення всіх естонських шкіл до мережі Інтернет, що припинило використання ними технології UUCP, а також поява комп'ютерних класів в більшості шкіл. Паралельно було проведено масову заміну парку комп'ютерів в школах на системи, що базуються на технології IBM PC. З огляду на економічне та технологічне відставання від світових норм, виникле завдяки десятиліттям радянської окупації, 8-бітні комп'ютери з операційною системою CP/M зустрічались в естонських школах аж до 1990-х.
Після масованої кібератаки на електронні мережі Естонії в 2007 (за чисельними твердженнями, здійсненої російськими урядовими структурами), у військову доктрину країни було введено поняття електронної безпеки. Досягнення в цій сфері спричинили відкриття в Таллінні об'єднаного центру НАТО з електронного захисту (NATO Cooperative Cyber Defence Centre of Excellence). Цей проєкт називають «Тигрячий захист» (ест. Tiigrikaitse) за аналогією із «Стрибком тигра».

## Додаткова інформація
- Фарівар, Кіпр, 2011. The Internet of Elsewhere: the Emergent Effects of a Wired World. New Brunswick, N.J.: Rutgers University Press. p. 109-149. Історія розвитку інтернету та мереж WiFi загального доступу в Естонії.